# EDGE
EDGE (англ. Enhanced Data Rates for GSM Evolution) — технологія передачі даних, що забезпечує передачу інформації в мережі мобільного зв'язку. Технологія EDGE підтримує у середньому втричі вищу швидкість передачі даних, ніж GPRS, крім того, забезпечується ефективніше використання частотних ресурсів і поліпшення покриття мережі в порівнянні зі звичайною мережею GSM. Максимально досяжна, теоретична, швидкість передачі інформації в мережі EDGE — 474,6 кбіт/c.
Це означає, що технологія EDGE відкриває для оператора мобільного зв'язку можливість надати абонентам послуги з передачі даних в існуючому частотному спектрі GSM зі швидкостями, характерними для мереж третього покоління (3G) мобільного зв'язку.

## Історія
Уперше EDGE була представлена ESTI (Європейський інститут стандартизації електрозв'язку) на початку 1997 року як еволюція існуючого стандарту GSM.
Вирішуючи проблеми передачі даних у мережі GSM, оператори звернули увагу на технологію EDGE, Enhanced Data for Global Evolution (E-GPRS) він же UWC-136 (Universal Wireless Communications — 136). EDGE дозволяє частково зняти обмеження по швидкості й запустити цілий ряд принципово нових послуг, таких як мобільне телебачення, завантаження більших обсягів інформації на телефон, системи відеоспостереження.
Основна еволюційна зміна при переході від класичної технології GSM до EDGE полягає в застосуванні нового методу модуляції й кодування, що значно розширює можливості радіоінтерфейсу. Таким чином, технологію EDGE варто розглядати як еволюційний крок на шляху до більш високих швидкостей передачі даних при одночасному збереженні найважливіших параметрів радіоінтерфейсу GSM, таких як, наприклад, ширини смуги частот каналу в 200 кГц та структури пакета (бітових послідовностей).
Технологія EDGE може впроваджуватися двома різними способами: як розширення GPRS, у цьому випадку її варто називати EGPRS (enhanced GPRS), або як розширення CSD (ECSD).
EDGE не є новим стандартом стільникового зв'язку. Однак, EDGE має на увазі додатковий фізичний рівень, що може бути використаний для збільшення пропускної здатності сервісів GPRS або HSCSD. При цьому, самі сервіси надаються точно так само, як і раніше. Теоретично, сервіс GPRS здатний забезпечувати пропускну здатність до 160 Кбіт/с (на фізичному рівні, на практиці ж підтримуючі GPRS Class 10 або 4+1/3+2 апарати забезпечують лише до 38-42 Кбіт/с, якщо дозволяє завантаженість мережі стільникового зв'язку), а EGPRS — до 384-473,6 кбіт/с.

## EDGE в Україні
EDGE підтримують всі мобільні оператори України, які надають послуги зв'язку GSM: Lifecell, Київстар, Vodafone Україна. EDGE працює майже скрізь, де є покриття мережі мобільного зв'язку.
Для контрактних абонентів оператора Lifecell доступна послуга EDGE+/GPRS+, яка забезпечує більш швидку передачу даних за рахунок стискання й оптимізації даних.